# دوجة عبدون
دوجة عبدون (توفيت 11 أكتوبر 2008) ممثلة جزائرية شاركت في العديد من الأعمال التلفزيونية والإذاعية. ولطالما تميزت بارتدائها للباس العاصمي التقليدي.
رغم أنها اشتهرت كممثلة فكاهية في الأدوار التي أدتها مسلسلات ناس ملاح سيتي وجمعي فاميلي الفكاهية، إلا أن لابنة قصبة مدينة دلس العتيقة حضور في أعمال تلفزيونية وأخرى سينمائية مسلسل الحريق من إخراج مصطفى بديع ومسلسل ثمن الحلم والفيلم السينمائي الطويل ليلى والأخريات للمخرج سيد علي مازيف. 
رحلت دوجة، أو «خوخة» كما يسميها محبوها، بمستشفى بينام عن عمر ناهز 86 سنة إثر مرض عضال ألزمها الفراش لمدة طويلة. ودفنت في مقبرة القطار.

## روابط خارجية
- دوجة عبدون على موقع IMDb (الإنجليزية)
- دوجة عبدون على موقع قاعدة بيانات الأفلام العربية
- دوجة عبدون على موقع قاعدة بيانات الفيلم (الإنجليزية)